# قشلاق إيلختشي سفلي
قشلاق إيلختشي سفلي (بالإنجليزية: Qeshlaq-e Ilkhchi-ye Sofla)‏ هي مستوطنة تقع في قسم آزادلو الريفي في إيران. يقدر عدد سكانها بـ 60 نسمة .